# Macraspis trifida
Macraspis trifida är en skalbaggsart som beskrevs av Hermann Burmeister 1844. Macraspis trifida ingår i släktet Macraspis och familjen Rutelidae. Inga underarter finns listade i Catalogue of Life.